# Герб Рівненського району
Герб Рі́вненського райо́ну — офіційний символ Рівненського району Рівненської області, затверджений рішенням районної ради 22 грудня 2021 року №363.

## Опис
Щит поділений двома лініями, що виходять з кутів верхів і сходяться посередині нижньої кромки щита. Ліве та праве поле щита — чорне, середнє — червоне. Червоно-чорні кольори символізують кольори волинської вишивки та бойовий прапор українських повстанців. Національний повстанський рух зародився в 40-х роках на території історичної Волині, частиною якої є Рівненський район. 
У центрі щита — розгорнута книга, що символізує походження найшановніших книг з Рівненщини. На Рівненщині було написано Пересопницьке Євангеліє, та надрукована Острозька Біблія. Над ним у середній частині розділу — Волинський срібний лапчастий хрест . Щит обрамований вохристим декоративним картушем та увінчаний територіальною короною, яка вказує на приналежність герба саме району (із зубцями з листків дерев).

## Опис колишнього герба
Щит поділений двома лініями, що виходять з кутів верхів і сходяться посередині нижньої кромки щита.
Ліве поле щита — зелене, середнє — червоне, праве — жовте.
У центрі щита — розгорнута книга, на її фоні — запалений смолоскип. Над ним у середній частині розділу — срібний лапчастий хрест.
Щит обрамований вохристим декоративним картушем та увінчаний територіальною короною, яка вказує на приналежність герба саме району (із зубцями з листків дерев).